# Flaga Kambodży
Flaga Kambodży składa się z 3 kolorów – niebieskiego, czerwonego i białego.

## Symbolika
Kolor niebieski (2 pasy: na dole i u góry flagi) symbolizuje rodzinę królewską, czerwony – naród, a biały – religię (buddyzm). W centralnej części przedstawiona jest świątynia Angkor Wat (pojawiała się ona na każdej fladze Kambodży, z wyjątkiem flagi z lat 1991–1993).

## Historia
Flaga w tej postaci obowiązywała od 20 października 1948 do 9 października 1970. Przywrócił ją król Norodom Sihanouk 21 września 1993. Jej wygląd w historii zmieniał się już kilkakrotnie.

Flaga używana w latach 1863–1970
Flaga spod okupacji japońskiej (1942–1945)
Flaga Republiki Khmerów (1970–1975)
Flaga Demokratycznej Kampuczy (1975–1979)
Flaga Ludowej Republiki Kampuczy (1979–1989)
Flaga używana w latach 1989–1991
Flaga używana w latach 1991–1993